# Compact Video Cassette

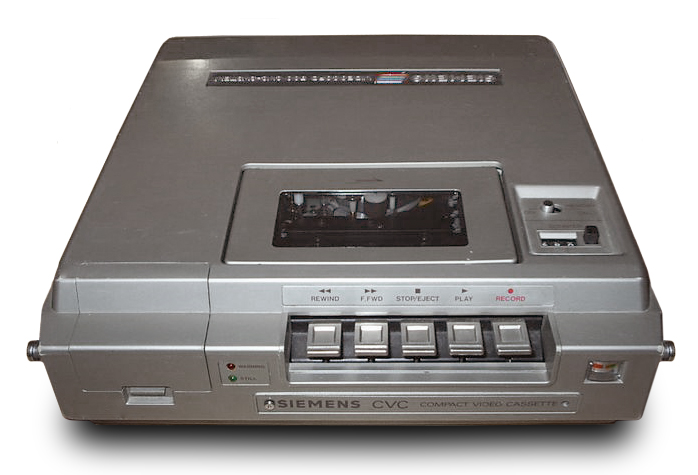
Siemens-CVC-Videorecorder von 1980

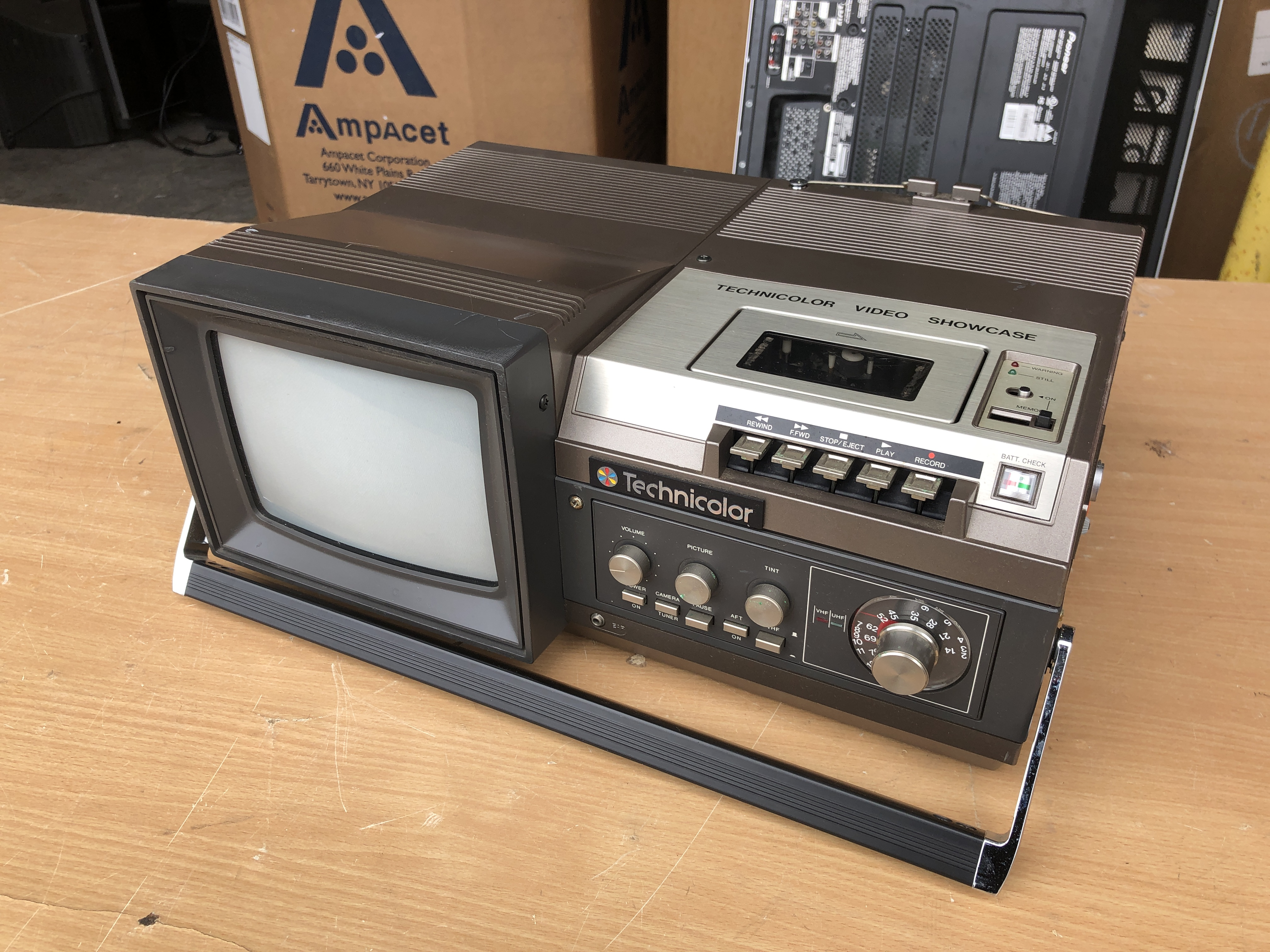
Technicolor-CVC-Videorecorder mit eingebautem Monitor

Das Format Compact Video Cassette (CVC) erschien im Jahr 1980 und war das erste tragbare Videosystem mit kleinen, kompakten Kassetten und der Vorgänger von Video 8. Die Kassetten enthielten ein Videoband der Breite ¼ Zoll und hatten in etwa die Größe einer Audiokassette.
Verwendet wurden die CVC-Recorder üblicherweise in Kombination mit tragbaren Videokameras, da es zu dieser Zeit noch keine Camcorder (Videokameras mit eingebautem Recorder) gab. Die meisten CVC-Recorder konnten sowohl mit einem wiederaufladbaren Akku als auch mit Netzstrom betrieben werden.
Das System konnte sich jedoch aufgrund geringer Nachfrage und schlechter Bildqualität nicht durchsetzen und verschwand innerhalb weniger Jahre vom Markt. CVC-Recorder wurden bei Funai Electric in Japan sowie bei Grundig (unter Verwendung eines Funai-Laufwerks) in Europa produziert und unter einer Vielzahl von Markennamen wie beispielsweise Siemens vertrieben. Das System CVC ist mit keinem anderen bekannten Videosystem kompatibel.
Das Broadcast-Camcordersystem QuarterCam („Lineplex“) von Bosch baute technologisch auf der CVC-Cassette auf, allerdings waren QuarterCam und CVC untereinander nicht kompatibel. Es sollte mit Sonys Betacam konkurrieren, kam aber nie über Prototypen hinaus und war unausgereift.